# Nello Quilici
Nello Quilici (* 21. November 1890 in Livorno; † 28. Juni 1940 in Tobruk) war ein italienischer Journalist und Schriftsteller.

## Leben
Nello Quilici wurde als zweites Kind von Antonio Quilici und Italia Crovetti geboren. Im Alter von 11 Jahren vaterlos geworden zog Nello mit seiner Mutter und fünf Geschwistern als Gast eines Onkels mütterlicherseits, der Priester war, nach Modena. Dieser schickte ihn vorübergehend in das Priesterseminar. Nach dem Abitur im Jahr 1910 schrieb er sich zum Literaturstudium am „Regio Istituto di Studi Superiori Pratici di Perfezionamento“ in Florenz ein und wechselte dann an die Universität Bologna, wo er 1914 mit einer Arbeit über Honoré de Balzac promovierte.
Er ist auf dem Friedhof von Lammari begraben.

### Journalismus
Quilicis journalistische Karriere begann 1909 mit einer Zusammenarbeit mit Giuseppe Prezzolinis „La Voce“ und der Florentiner Tageszeitung „Nuovo Giornale“. Während seines Studienaufenthalts in Bologna schloss er Freundschaft mit Don Enrico Vanni. Hier schloss er sich der Lega Democratica Nazionale von Murri an. 1911 lernte er den Journalisten Filippo Naldi kennen, der gerade Redakteur der liberalen Lokalzeitung „Patria“ geworden war. Naldi ernannte ihn zum Chefredakteur. Im folgenden Jahr wurde Quilici sein Nachfolger als Herausgeber der Zeitung. Quilicis erstes Buch Introduzione alla vita beata di G.A. Fichte erschien 1913.
Bei Ausbruch des Ersten Weltkriegs wurde er als Unterleutnant der Artillerie in den Kampf auf dem Karst geschickt, wo er die Nachricht von der Geburt seines ersten Sohnes Giovanni, mit seiner ersten Frau Virginia Cucchi, erhielt.
Nach seiner Ausmusterung nahm Quilici seine journalistische Tätigkeit in Zürich als Korrespondent für die Tageszeitungen „Tempo“ und „Resto del Carlino“ wieder auf. Im Dezember 1921 wurde er, wenige Monate nach dem Tod seiner Frau an der Spanischen Grippe, Herausgeber des „Resto del Carlino“.
1923 musste Quilici, der bereits der Faschistischen Partei beigetreten war, nach einem Streit mit dem Bologneser „Ras“ Gino Baroncini als Redakteur zurücktreten und ging als Chefredakteur des neu gegründeten „Corriere Italiano“ nach Rom. Die Zeitung bestand nur kurze Zeit, da ihr Herausgeber Filippo Filippelli in den Mord an Matteotti am 10. Juni 1924 verwickelt waren. Quilici war Zeuge der Anklage, weil ich bereits am darauffolgenden „Samstagmorgen, sehr früh, zur Polizeistation eingeladen wurde, wo ich meine erste Aussage machte“, und erzählte, dass Filippelli ihm selbst das Tatauto anvertraut hatte. Der Herausgeber wurde bei seinem Prozess in Chieti 1926 von einer bereits dem Regime unterworfenen Justiz freigesprochen, aber der Skandal hatte bereits 1925 zur Schließung der Zeitung geführt.
In diesen Monaten traf Quilici Italo Balbo, den er 1921 während der Belagerung von Bologna kennengelernt hatte. Der Quadrumvir des Marsches auf Rom schlug ihm vor, mit der Zeitung zusammenzuarbeiten, die er gerade in Ferrara gegründet hatte. Um mögliche Vergeltungsmaßnahmen oder Racheakte zu vermeiden, akzeptierte Quilici sofort und zog als Chefredakteur des „Corriere Padano“ nach Ferrara, wo er nach einigen Monaten dessen Herausgeber wurde. Ebenfalls 1925 lernte er in Ferrara die Malerin Emma Buzzacchi aus Medole kennen, die er 1929 heiratete und mit der er die Söhne Folco und Vieri bekam.

Er arbeitete lange Zeit mit dem Podestà Renzo Ravenna zusammen, mit dem er zahlreiche kulturelle Initiativen unterstützte, die auch von Balbo unterstützt wurden. In den 1930er Jahren war Quilici auch Direktor der „Rivista di Ferrara“, einem Organ der faschistischen Führung in Ferrara.
Quilici blieb immer dem Faschismus treu und verteidigte sogar dessen schwerwiegendsten Entscheidungen. In seinem Essay „La difesa della razza“ (dt. Die Verteidigung der Rasse), das im September 1938 in der „Nuova Antologia“ veröffentlicht wurde, leugnet er beispielsweise die Existenz einer Judenverfolgung, da Italien sich nur selbst verteidigen wolle. In seinen Schriften brachte Quilici seine Unterstützung für die Rassengesetze zum Ausdruck, während er es in seinem Privatleben nicht versäumte seinen jüdischen Mitbürgern wie Giorgio Bassani angemessenen Schutz zu gewähren.

### Akademische Karriere
Nello Quilici lehrte im Schuljahr 1927–28 Geschichte des Journalismus an der Universität Ferrara. Anschließend war er zehn Jahre lang (1928–1938) an der Freien Universität Ferrara für moderne politische Geschichte zuständig (Lehrtätigkeit im Studiengang Sozial- und Gewerkschaftswissenschaften, Juristische Fakultät).
1938 wechselte er an die SScuola di Perfezionamento in discipline corporative, wo er 1938–39 „Moderne Geschichte und politische Institutionen“ unterrichtete.

1930 gründete er eine akademische Zeitschrift, „Nuovi problemi di politica, storia ed economia“, in der Quilici einige Aufsätze veröffentlichte, die später in einem Band erschienen: Origine, sviluppo e insufficienza della borghesia italiana, Fine di secolo und Banca Romana.

### Der Vorfall in Tobruk
Im Jahr 1940, zwei Tage nach dem Kriegseintritt Italiens, ging Quilici als Hauptmann der italienischen Luftstreitkräfte an die libysche Front. Am 28. Juni desselben Jahres wurde das Flugzeug, in dem der Journalist zusammen mit Italo Balbo, Lino Balbo und anderen Kollaborateuren des Regimes unterwegs war, im Himmel über Tobruk von der Flak des italienischen Kreuzers San Giorgio abgeschossen, wobei alle Passagiere ums Leben kamen. Eine nie bestätigte, aber weit verbreitete Theorie besagt, dass der Abschuss kein Unfall war, sondern ein gezielter Mord, ausgelöst durch die Meinungsverschiedenheiten zwischen Balbo und Mussolini. Quilici hinterließ in seinem Kriegstagebuch, das er vom 12. bis 21. Juni 1940 führte, einen Bericht über seiner kurzen Erfahrung in Libyen.
Nach seinem Tod richtete Giorgio Bassani tröstende Worte an seinen Sohn Vanni.
Sein Sohn Folco, ein bekannter Schriftsteller und Dokumentarfilmer, schrieb über den Tod seines Vaters in dem Buch Tobruk 1940 - La vera storia della fine di Italo Balbo, veröffentlicht von Arnoldo Mondadori Editore, das später unter dem Titel Tobruk 1940 - Dubbi e verità sulla fine di Italo Balbo neu aufgelegt wurde.

## Werke
Nello Quilici war ein produktiver Autor. Zu seinen Werken gehören Fine di secolo. Banca Romana (Mailand, 1935), eine ausführliche und gut dokumentierte Untersuchung des Banca Romana-Skandals, die auch ein sehr interessantes Bild der römischen politischen und parlamentarischen Gesellschaft am Ende des neunzehnten Jahrhunderts vermittelt.

### Aufsätze und Aufsatzsammlungen
- Origine, sviluppo e insufficienza della borghesia italiana, Edizioni Nuovi Problemi, Ferrara, 1932 (Istituto nazionale di cultura fascista, Rom 1942).
- L’enigma di Adua, Tipografica Emiliana, Ferrara 1932.
- Otto saggi, Edizioni Nuovi Problemi, Ferrara 1934.
- America 1934, Edizioni Rivista, Ferrara 1934.
- Aviatoria, La Nuovissima, Neapel 1934.
- Giornale, 1925–1934, La Nuovissima, Neapel 1934.
- Spagna, Istituto nazionale di cultura fascista, Rom 1938.
- Vilfredo Pareto, Edizioni Nuovi Problemi, Ferrara 1939.
- Prospettive ideali e storiche della guerra, Edizioni Nuovi Problemi, Ferrara 1940.
- Tato raccontato da Tato, Casa editrice Oberdan Zucchi, Mailand 1941 (mit Filippo Tommaso Marinetti und Paolo Orano).
- Ultime lettere di Nello dal fronte, Officina Bodoni, Verona 1944.

### Journalistische Recherchen
- Fine di secolo. Banca Romana, Mondadori, Mailand 1935.

### Literarische Werke
- Romana sapienza; motti, locuzioni e proverbi latini, Tipografica Emiliana, Ferrara 1937 (mit Oreste Tornaghi und Francesco Viviani).

### Beiträge
- Stele commemorativa in Saverio Laredo De Mendoza, Alfredo Russo, Ali e squadriglie, Impresa Editoriale Italiana, MCMXXXIII (1933), S. 126.

## Ehrungen
- 1928 - Wurde er mit der Leitung des ersten Journalismuskurses in Italien betraut.[21]
- 1940 - Wurde das Studentenhaus in Ferrara nach ihm benannt, wo ein Porträt von Quirino Ruggeri und zwei Gedenktafeln mit lateinischen Texten von Francesco Viviani angebracht wurden.[22]